# Kosovska Kamenica (gmina)
Kosovska Kamenica (srb. Косовска Каменица, alb. Kamenicë lub Dardanë) – gmina w Kosowie w regionie Gnjilane. Ma około 423 km² powierzchni i jest zamieszkana przez 27 823 osoby (szacunki na 2020 rok). Głównym miastem jest Kosovska Kamenica.
Według spisu powszechnego z 1991 roku gmina zamieszkana była przez 38 096 Albańczyków i 12 762 Serbów oraz 58 Czarnogórców. Według spisu z 2011 roku było to 34 186 Albańczyków i 1554 Serbów.
Gospodarkę gminy stanowi głównie produkcja cegieł oraz napojów alkoholowych i bezalkoholowych.